# André Karring
André Karring, född 9 mars 1990 i Mariehamn, är en finländsk före detta fotbollsspelare, senare journalist och radiopratare på den åländska radiokanalen Steel FM.